# مقاطعة نيلسون (كنتاكي)
مقاطعة نيلسون (بالإنجليزية: Nelson County)‏ هي إحدى المقاطعات في ولاية كنتاكي في الولايات المتحدة الأمريكية.

## أعلام
- جيمس لوف
- ويليام بييل
- بين جونسون